# Melanoxanthus vittipennis
Melanoxanthus vittipennis is een keversoort uit de familie kniptorren (Elateridae). De wetenschappelijke naam van de soort is voor het eerst geldig gepubliceerd in 1901 door Schwarz.